# Yelena Nikolayeva
Yelena Nikolayevna Nikolayeva (Елена Николаевна Николаева, Akshaki, Chuvasia, 1 de febrero de 1966) es una atleta rusa especialista en pruebas de marcha atlética que se proclamó campeona olímpica de 10 km marcha en los Juegos Olímpicos de Atlanta 1996.
Anteriormente, en 1992, había participado en los Juegos Olímpicos de Barcelona 1992, en la misma distancia de 10 km, obteniendo la medalla de plata. Se dio la circunstancia de que en aquella ocasión, debido a la situación política en su país, lo hizo bajo la bandera del Equipo Unificado.
Participó también en los Juegos Olímpicos de Atenas 2004, donde terminó en el puesto 17.
Su mejor marca está establecida en 1h:26:22 para los 20 km (2003) y en 41:04 para los 10 km (1996)